# Helmut Kämpfe
Pour les articles homonymes, voir Kampfe.
Helmut Kämpfe (31 juillet 1909 - 10 juin 1944) est un officier allemand, Sturmbannführer dans la Waffen-SS pendant la Seconde Guerre mondiale.

## Carrière
Il est décoré de la Croix de chevalier de la croix de fer pour ses actions sur le Front de l'Est,, notamment lors de la bataille du Dniepr. En décembre 1943, son détachement de 940 hommes, la SS-Aufklärungs-Abteilung 2, incorporé dans la 2e division SS Das Reich, est transféré dans le sud-ouest de la France.
Pour lutter contre les troupes de débarquement alliées en Normandie, la division reçoit l'ordre de remonter d'environ 700 km vers le nord. En raison de nombreux actes de sabotages contre les voies de chemins de fer devenues impraticables, les véhicules blindés doivent avancer par leurs propres moyens. Le 8 juin 1944, une partie de la division atteint la ville de Tulle, et est confrontée à la résistance française. Une bataille s'engage contre les maquisards qui tueront plusieurs dizaines de soldats allemands. En représailles, 99 Français seront pendus le 9 juin sur ordre du général Heinz Lammerding.
Pendant ce temps, à environ 100 km plus au nord, le détachement dirigé par Kämpfe part de Limoges, pour venir aider à reprendre Guéret libérée par le maquis. Près de Janaillat, les Allemands tendent un guet-apens, massacrant des maquisards qui revenaient de Guéret. Au retour, près de Sauviat-sur-Vige, des maquisards de Georges Guingouin capturent Kämpfe puis Karl Gerlach en Haute-Vienne. Prisonnier des résistants, Gerlach arrive à se sauver et à alerter le commandement allemand à Limoges. Mais Kämpfe sera exécuté sur ordre de Guingouin ou tué lors d'une tentative d'évasion le 10 juin 1944, date des massacres de Combeauvert et d'Oradour-sur-Glane.
Son corps sera ensuite brûlé et enterré anonymement à Breuilaufa. Selon les conclusions du Volksbund Deutsche Kriegsgräberfürsorge, ses restes ont été inhumés en 1963 au cimetière militaire allemand de Berneuil, en Charente-Maritime.